# رولفورد
رولفورد (به انگلیسی: Pulford) یک روستا در بریتانیا است که در پلتن و پلفورد واقع شده‌است. رولفورد ۵۸۰ نفر جمعیت دارد.